# Livescore.com
Livescore.com – brytyjski serwis internetowy zajmujący się dostarczaniem wyników na żywo. Informację dostarczane są na bieżąco dzięki sieci witryn dla blisko 170 milionów użytkowników. Idea serwisu polega na dostarczaniu informacji o aktualnych wynikach z różnych dyscyplin sportowych.

## O serwisie
Portal dostarcza informacji na temat wielu wydarzeń sportowych. W serwisie można śledzić wyniki w niżej wymienionych dyscyplinach na różnych szczeblach rozgrywek:
- Piłki nożnej – wszystkie profesjonalne ligi europejskie, azjatyckie, południowoamerykańskie, mecze strefy CONCACAF i Australii i Oceanii. Mecze eliminacji Mistrzostw Świata i kontynentów, europejskie puchary. Podczas dużych imprez piłkarskich na portalu pojawiają się dodatkowe zakładki, które podają aktualne wyniki.
- Hokeja – mecze międzypaństwowe, eliminacyjne, ligi europejskie (m.in Rosja, Polska, Szwecja, Czechy, Niemcy) i NHL.
- Koszykówki – ligi europejskie (m.in Hiszpania, Włochy, Francja, Niemcy), ligi południowoamerykańskie, NBA, WNBA oraz akademickie rozgrywki NACC. Eliminacyjne mecze międzypaństwowe oraz turnieje m.in. EuroBasket.
- serwis dodatkowo zawiera wyniki meczów tenisowych rankingów ATP, WTA i krykieta.

## Aplikacja mobilna
W styczniu 2009 roku firma LiveScore LTD, właściciel serwisu internetowego, wydała aplikację umożliwiającą sprawdzanie wyników na smartfonach z systemami Android i iOS.